# Хафра

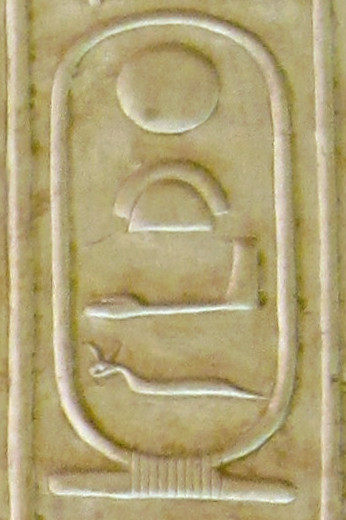
Картуш з іменем Хафра

Хафра Ха́ф-ра́ (також читається як: Хефрен, Хафр; грецькою: Χεφρήν) — давньоєгипетський володар (фараон) IV династії, Стародавнього Царства (близько 2558—2532 рр до н. е.).

Він був сином Хеопса і зійшов на престол як спадкоємець Джедефра. За словами історика Манефона: Хафра наслідував фараон Ба-Ха, еллінізовано як Бахаріс, але археологічні дані доводять, що він був наступником Мікерина. 

Нам не багато відомо про Хафра, за винятком історичних даних Геродота, який описує його як жорстокого і єретичного правителя, що зачинив всі єгипетські храми і запечатав їх.

Хафра відомий як будівничий другої за величиною піраміди в Гізі. Вона здається найвищою із комплексу пірамід, що розташовані там — її основа знаходиться на скелястому плато, на ній єдиній, залишилися рештки облицювальних плит, крім того, її грані знаходяться під більшим кутом.

Деякі єгиптологи також приписують йому будівництво Великого Сфінксу, але для цього бракує доказів.